# 随園食単
『随園食単』（ずいえんしょくたん）は、中国清代の袁枚が晩年の1792年（乾隆57年）に刊行した料理書。清代当時の中華料理のレシピと料理人の心得が書かれている。いわゆる美食趣味・ガストロノミーの書物。

## 内容
袁枚は文人・詩人としても著名な人物である。そのため、経書や古籍からの引用、袁枚の詩論「性霊説」や科挙に関する記述もある。
レシピの数々からは、当時の人々の食べ物への愛が窺える。例えば、江鮮単に出てくる「仮蟹」（チアーシエ、かにもどき）という料理は、その名の通り蟹（上海蟹）の味を再現した料理であり、たとえ蟹が食べられないときでも蟹を食べたいという蟹への愛が窺える。
1. 自序
2. 須知単 - 料理人の予備知識
3. 戒単 - 料理人の警戒事項
4. 海鮮単 - 魚以外の海産物
5. 江鮮単 - 川魚
6. 特牲単 - 豚肉
7. 雑牲単 - 豚・鳥以外の獣肉
8. 羽族単 - 鳥肉
9. 水族有鱗単 - 鱗のある海産魚
10. 水族無鱗単 - 鱗のない海産魚
11. 雑素菜単 - 穀物・野菜などの精進料理
12. 小菜単 - あしらい物
13. 点心単 - 間食
14. 飯粥単 - 飯と粥
15. 茶酒単 - 茶と酒 [6]

## 受容
清代の夏曽伝（夏曾傳）は、増補注釈書の『随園食単補証』（隨園食單補證）を著した。同書には「糖色単」と「作料単」の二篇が追加されている。
清末の袁祖志（袁枚の孫）は、著書の『随園瑣記』で祖父の袁枚や本書について語っている。
英語圏では、1901年のジャイルズの著作『中国文学史』などで紹介・抄訳されており、袁枚の代表作として知られていた。2013年には、インターネット上で英訳プロジェクトが立ち上げられ、2018年に書籍化された（en:Suiyuan Shidan#Bilingual translation）。
本書はフランスのサヴァラン『美味礼讃』と肩を並べるとされる。

### 日本
日本では、江戸時代には既に漢詩人によって『随園詩話』が受容されていたが、『随園食単』の受容状況は判然としない。例えば江戸後期の柏木如亭は、性霊説の受容者であると同時に袁枚と同様の食通としても知られるが、その如亭でさえも本書に言及していない。ただし、如亭没後の1841年に、本書を収録する書物『随園三十種』が清から輸入された記録がある。
明治時代には、木原章六と陽其二がそれぞれ最初期の訳を作った。また宮内省の料理人石井治兵衛がレシピ集で度々引用した。大正時代には、日比谷公園前にあった中華料理店「陶陶亭」刊行のレシピ集のもとになった。昭和初期には、食通として知られる大谷光瑞の著作『食』に引用されたり、料理雑誌『料理の友』編集長の竹田胤久によって簡便な訳が作られたり、陸軍糧秣本廠・糧友会（『軍隊調理法』で知られる）から丸本彰造編『支那料理の研究・その料理法と随園食単』が刊行されたりした。戦後の1955年には、食糧学校講師の山田政平によって簡便な訳が作られた。
最初の学術的な訳は、戦後、中国学者の青木正児によって作られた。青木の訳は四種類の版があり、一. 1958年版（大阪の六月社刊）、二. 1964年版（青木が命名者を務めた大阪南区の中華料理店「随園」刊・非売品）、三. 1971年版（春秋社刊・『青木正児全集』第8巻所収）、四. 1980年版（岩波書店刊・岩波文庫）がある。1975年には中山時子によって訳が作られた。中山は原三七とともに、1960年前後湯島聖堂の「中国料理研究部」の中心を担った人物でもあった。
本書を翻訳する上では、食材名や調理法名（中華料理#調理方法）の同定作業、すなわち名物学が必要になる。青木正児はそのような名物学の研究者としても知られる。

## 日本語訳
入手が容易な日本語訳として以下がある。（入手困難な訳は#受容を参照）
- 青木正児 訳註『随園食単』岩波書店〈岩波文庫 青 262-1〉、1980年。（巻末に『随園瑣記』の抄訳、術語集、訳者あとがき（後序と訳余贅語）も収録。水谷真成解説 283-298頁。）

入手困難な訳が復刻されることもある。
- 竹田胤久 編著『支那料理基本智識 随園食単新釈補塡 復刻』大空社出版（アジア学叢書）、2020年（原著1938年）、ISBN 978-4908926822

## 関連文献
- Liang, Yan (2015). “A Recipe Book for Culture Consumers: Yuan Mei and Suiyuan Shidan”. Frontiers of History in China 10 (4):  547–570. doi:10.3868/s020-004-015-0030-7.